# Pretoriamyia ogilviei
Pretoriamyia ogilviei är en tvåvingeart som beskrevs av Fritz Isidore van Emden 1947. Pretoriamyia ogilviei ingår i släktet Pretoriamyia och familjen parasitflugor. Inga underarter finns listade i Catalogue of Life.